# Dreetz, Brandenburg
Dreetz är en kommun och ort i Tyskland, belägen i Landkreis Ostprignitz-Ruppin i förbundslandet Brandenburg, söder om staden Neustadt (Dosse) och nordväst om staden Friesack. Dreetz kommun administreras som del i kommunalförbundet Amt Neustadt (Dosse), vars säte ligger i Neustadt.